# 以物易物

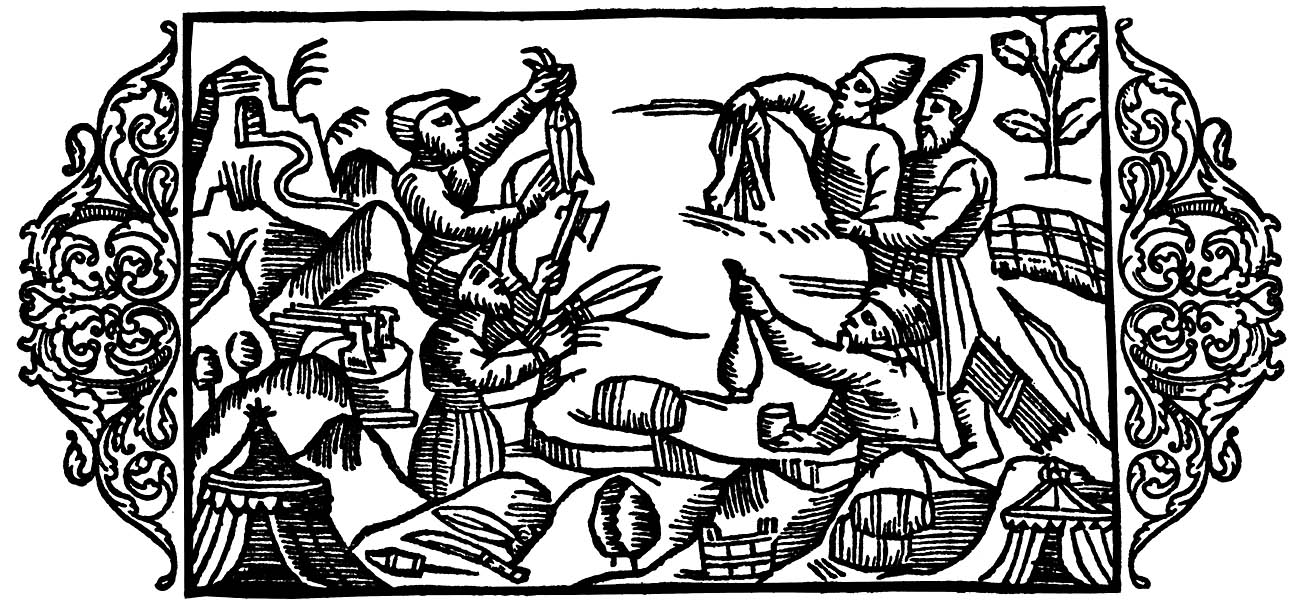
以物易物的斯堪的納維亞和俄羅斯商人

以物易物（英語：barter economy）又稱物物交換，是有社会契约或明确协议条件下的交换价值模式。与礼物经济自由价值模式相反。用自己擁有的物品或服务與別人交換，以換取別人的物品或服务，是一種現有貿易模式出現之前已有的交易方式。以物換物不同於買賣，並沒有使用任何金錢作交易的工具，所以以物易物不一定是一場等價交換，需要雙方達成共識，確保交換的商品或服務價值大致相當。例如，農民可能會用自己的農作物換取工匠的工具或其他生活必需品。和市场经济一样，以物易物是人类形成等级制度的经济基础，属于等级制度的文化体系，有明显的“经济”体系特性。
隨著社會發展，貨幣取代了以物易物成為主要的交易媒介，因為貨幣解決了「雙重需求的巧合」問題，提高了交易效率。不過，現代社會中仍有一些特殊情況下會採用以物易物，如資源匱乏時的危機時期，或者某些網上社群和市場的互換活動。
以物易物最大的局限性是沒有標準化的價值衡量標準。如果對產品或服務沒有 "需求"，就不會有交易發生。

## 案例
在出現政府發行貨幣以及使用金錢的時代以前，以物易物是原始人類經濟活動的主要方式
在民主柬埔寨時期，貨幣被徹底廢除，全國的商業買賣完全採以物易物。
现今，这类交易模式依然存在，通常出现在网际网络上，例如Craigslist及Tradeduck.com、Swapub等。